# Мешик Павло Якович
Павло́ Я́кович Ме́шик (23 грудня 1910 , Конотоп, Чернігівська губернія  — 23 грудня 1953 , Москва ) — радянський військовий і політичний діяч. Генерал-лейтенант. Народний комісар державної безпеки Української РСР (1941), міністр внутрішніх справ Української РСР (1953).

## Біографія
Народився у 1910 році у місті Конотоп Чернігівської губернії. Член ВКП(б) з 1930 року. Закінчив Самарський енергетичний інститут та Вищу школу ОДПУ СРСР (1933).
До 1931 — працював слюсарем на заводі.
За путівкою ЦК ВЛКСМ вступив до Самарського енергетичного інституту в 1931 році.
У 1932 — за партійним набором направлений на роботу до органів ГПУ.
Працював у центральному апараті ОДПУ-НКВС СРСР на посадах від помічника уповноваженого ЕКУ ОДПУ СРСР до начальника слідчої частини ГЕУ НКВС СРСР у 1933–1940 роках.
З березня 1940 — начальник 1-го відділу ГЕУ НКВС СРСР.
З 26 лютого 1941 по 31 липня 1941 року нарком державної безпеки УРСР.
У 1941—1945 рр. — начальник ЕКУ НКВС СРСР та заступник ГУКР «Смерш» НКО СРСР.
У 1945—1953 — заступник начальника 1-го Головного управління при РНК-РМ СРСР, забезпечував державну таємницю, пов'язану з виробництвом атомної зброї.
З 16 березні 1953 по 30 червня 1953 — міністр внутрішніх справ УРСР. У травні 1953 року за вказівкою Мешика було усунуто з посади 18 із 25 начальників УМВС, які наполягали на силовому вирішенні збройного конфлікту проти ОУН-УПА. Було скасовано смертні вироки, винесені учасникам збройного опору, і переглянуто багато кримінальних справ стосовно останніх, а також згорнуто багато операцій; почалося відновлення зруйнованих греко-католицьких монастирів. Ці заходи являли у своїй чергову спробу домогтися роззброєння ОУН-УПА.
У червні 1953 році заарештований за справою Лаврентія Берії.
У 1953 році засуджений Спеціальною судовою присутністю Верховного Суду СРСР до вищої міри покарання-розстрілу з конфіскацією майна, позбавлення військового звання генерал-лейтенанта й урядових нагород.
23 грудня 1953 — розстріляний у Москві. Похований на Новому Донському цвинтарі.
Не реабілітований.